# Altair BASIC

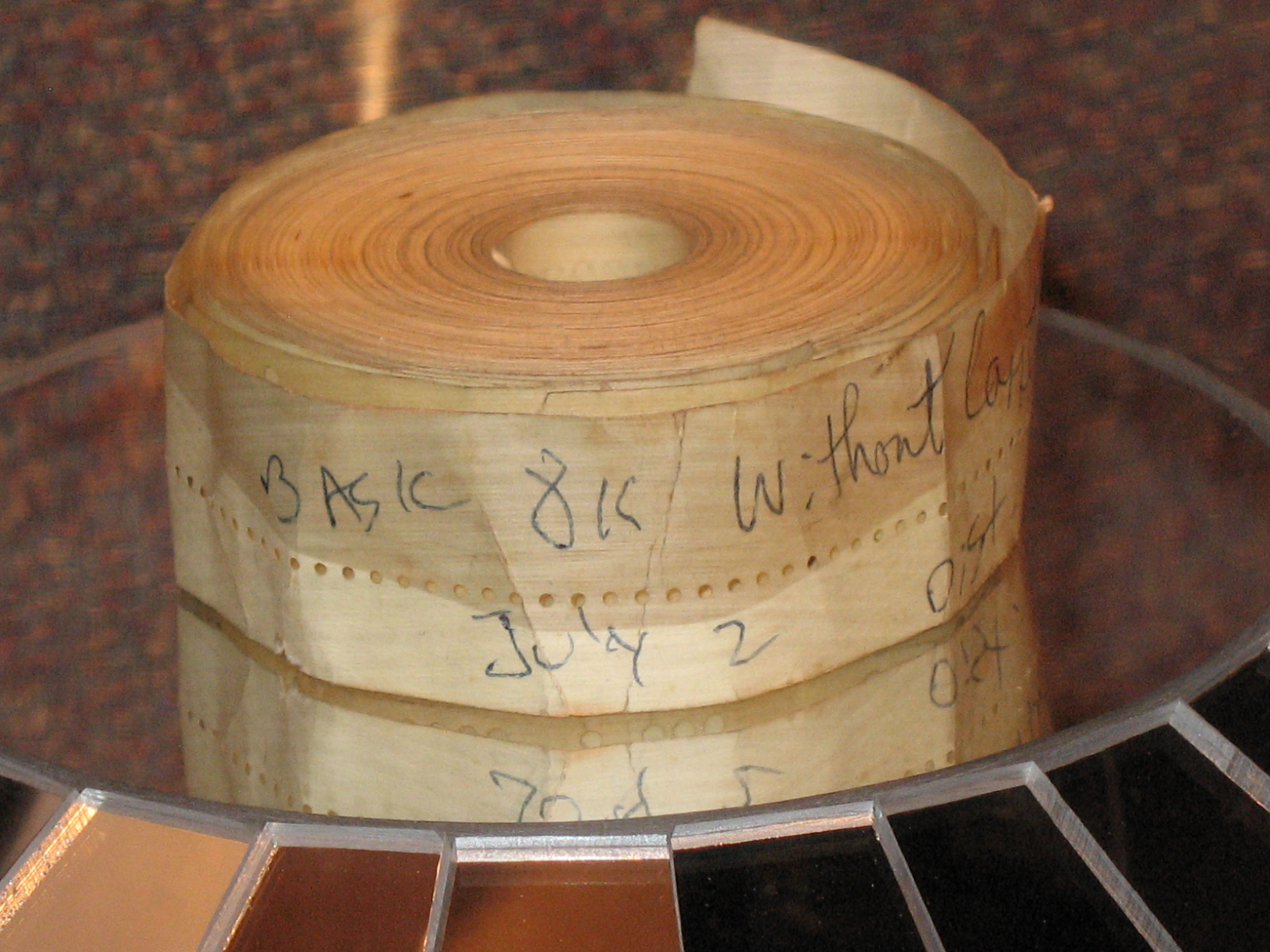
O Altair BASIC "armazenado" numa fita de papel perfurado (método utilizado nos anos 1960 e 1970).

O Altair BASIC foi um interpretador para a linguagem de programação BASIC que executava no MITS Altair 8800 e subseqüentes computadores utilizando o barramento S-100. Foi o primeiro produto desenvolvido pela Microsoft (ainda como Micro-Soft), distribuído pela MITS sob contrato. O Altair BASIC foi o precursor da linha Microsoft BASIC.
Em março de 2025, para comemorar o 50.º aniversário da Microsoft, Bill Gates disponibilizou o código-fonte original do Altair Basic - em versão digitalizada directamente do papel perfurado. O documento PDF, com 157 páginas, está disponível no seu blog.